# 大東市の地名
本項大東市の地名（だいとうしのちめい）では、大阪府大東市における町名や大字名を中心に、本市成立以来の地名の変遷について記述する。

## 現行行政町名
まず市内の現行の町字名を五十音順に列挙する。

### あ行
- 赤井1 - 3丁目
- 曙町
- 明美の里町
- 泉町1 - 2丁目
- 栄和町
- 扇町
- 大野1 - 2丁目

### か行
- 学園町
- 川中新町
- 北楠の里町
- 北新町
- 御供田1 - 5丁目
- 御領1 - 4丁目

### さ行
- 幸町
- 三箇1 - 6丁目
- 三洋町
- 新田旭町
- 新田北町
- 新田境町
- 新田中町
- 新田西町
- 新田東本町
- 新田本町
- 新町
- 末広町
- 住道1 - 2丁目

### た行
- 大東町
- 太子田1 - 3丁目
- 龍間
- 谷川1 - 2丁目
- 津の辺町
- 寺川
- 寺川1 - 5丁目

### な行
- 中垣内
- 中垣内1 - 7丁目
- 中楠の里町
- 南郷町
- 錦町
- 西楠の里町
- 野崎
- 野崎1 - 4丁目

### は行
- 灰塚1 - 6丁目
- 浜町
- 氷野1 - 4丁目
- 平野屋1 - 2丁目
- 平野屋新町
- 深野1 - 5丁目
- 深野北1 - 5丁目
- 深野南町
- 北條
- 北條1 - 7丁目
- 朋来1 - 2丁目

### ま行
- 三住町
- 緑が丘1 - 2丁目
- 南楠の里町
- 南新田1 - 2丁目
- 南津の辺町
- 諸福1 - 8丁目

## 町字名の変遷
大東市は1956年（昭和31年）、北河内郡南郷村・住道町・四条町が合併することにより成立、合併各町村の大字を継承した21大字で成立した。

### 成立当初の町字名
旧南郷村
- 赤井（1970年廃止）
- 御領（1970年廃止）
- 新田（1970年廃止）
- 太子田（1970年廃止）
- 氷野（1970年廃止）
- 諸福（1967年廃止）

旧住道町
- 川中（1967年廃止）
- 尼ヶ崎（1970年廃止）
- 中村（1967年廃止）
- 横山（1966年廃止）
- 御供田（1968年廃止）
- 三箇（1970年廃止）
- 灰塚（1967年廃止）

旧四条町
- 深野（1970年廃止）
- 深野北（1970年廃止）
- 深野南（1970年廃止）
- 龍間
- 寺川
- 中垣内
- 野崎
- 北條

### 町字の設置
1965年（昭和40年）
- 明美の里町（北條の一部より）
- 学園町（北條の一部より）
- 北楠の里町（北條の一部より）
- 北新町（北條の一部より）
- 津の辺町（深野北・北條・三箇の各一部より）
- 中楠の里町（北條の一部より）
- 錦町（北條の一部より）
- 西楠の里町（深野北の一部より）
- 南楠の里町（北條の一部より）

1966年（昭和41年）
- 赤井1 - 3丁目（赤井・氷野・中村・三箇・太子田の各一部より）
- 曙町（三箇・横山・深野南の各一部より）
- 栄和町（三箇の一部より）
- 扇町（三箇の一部より）
- 新田旭町（新田の一部より）
- 新田北町（新田の一部より）
- 新田境町（新田・御領の各一部より）
- 新田中町（新田の一部より）
- 新田西町（新田の一部より）
- 新田東本町（新田の一部より）
- 新田本町（新田の一部より）
- 新町（三箇・川中の各一部より）
- 末広町（三箇・川中の各一部より）
- 住道1 - 2丁目（川中・三箇の各一部より）
- 太子田1 - 2丁目（1970年から1 - 3丁目、太子田・赤井・新田・諸福の各一部より）
- 浜町（横山・三箇・氷野・赤井・中村の各一部より）
- 三住町（三箇・横山の各一部より）

1967年（昭和42年）
- 大野1 - 2丁目（三箇・川中の各一部より）
- 三洋町（三箇・灰塚の各一部より）
- 灰塚1 - 6丁目（灰塚・中村・三箇・諸福の各一部より）
- 朋来1 - 2丁目（灰塚の一部より）
- 諸福1 - 8丁目（諸福の一部より）

1968年（昭和43年）
- 泉町1 - 2丁目（御供田・深野南の各一部より）
- 御供田1 - 5丁目（御供田・三箇の各一部より）
- 幸町（三箇・深野南の各一部より）
- 寺川1 - 2丁目（1969年から1 - 5丁目、寺川・深野南・野崎の各一部より）
- 中垣内1 - 7丁目（中垣内・龍間・野崎・深野南の各一部より）
- 平野屋1 - 2丁目（深野南・寺川・中垣内の各一部より）
- 深野南町（深野南・御供田の各一部より）
- 南新田1 - 2丁目（深野南・中垣内の各一部より）

1969年（昭和44年）
- 野崎1 - 4丁目（野崎・深野・寺川の各一部より）
- 北條1 - 7丁目（北條・深野の各一部より）
- 南津の辺町（深野・野崎・北條・三箇の各一部より）

1970年（昭和45年）
- 御領1 - 4丁目（御領・氷野・新田の各一部より）
- 三箇1 - 6丁目（三箇・深野北・尼ケ崎の各一部より）
- 大東町（氷野・尼ケ崎・御領の各一部より）
- 谷川1 - 2丁目（深野・深野南・三箇の各一部より）
- 南郷町（氷野・赤井・太子田の各一部より）
- 氷野1 - 4丁目（氷野・赤井・御領・新田の各一部より）
- 平野屋新町（深野南の一部より）
- 深野1 - 5丁目（深野の一部より）
- 深野北1 - 5丁目（深野・深野北・三箇の各一部より）
- 緑が丘1 - 2丁目（深野・深野南の各一部より）

1979年（昭和54年）
- 川中新町（新町・東大阪市川中の各一部より）

## 参考資料
- 角川日本地名大辞典 27 大阪府（1983年、角川書店）